# Måns Zelmerlöw
Måns Zelmerlöw   (parròquia de la catedral de Lund, 13 de juny de 1986) és un cantant de pop suec que va representar el seu país i va guanyar el Festival d'Eurovisió 2015.

## Biografia
Va néixer el 13 de juny del 1986 a Lunc, Suècia. És fill d'un metge i d'una professora d'universitat, és apassionat del futbol i practica tot sovint el tenis. De ben petit va aprendre piano, però aviat va preferir la guitarra. No va aconseguir entrar a l'escola de músic de Mans, però s'ha fet un aficionat dels platós de televisió del seu país. Va participar en la versió sueca de Pop Idol on va acabar en 5è lloc. Va guanyar la primera edició de "Let's dance", és a dir, el "Mira qui balla" suec. Ha estat també en nombrosos musicals, com "Grease" (2006) i "Footloose" (2007). Va participar amb el tema "Cara Mia" en una de les semifinals del Melodifestivalen del 2007, el concurs de selecció de representants per al Festival d'Eurovisió de Suècia.
En l'actualitat viu a Barcelona i, gràcies a la seva victòria al Festival d'Eurovisió, es va col·locar amb el tema guanyador Heroes al top de les llistes iTunes de diferents països. En Måns ha estat objecte de polèmica més d'una vegada per les seves controvertides declaracions en un programa de cuina on va afirmar que l'homosexualitat no era natural, que allò natural és ser heterosexual per procrear, però que ser homosexual no suposa una cosa dolenta de per si. Tanmateix, a la gala mateix de la seva victòria al Festival d'Eurovisió va declarar que "no importa qui som ni a qui estimem, tots soms herois". Missatge que es va veure reforçat per declaracions seves fetes a la premsa espanyols: "no sóc homòfob i mai ho he estat". Algunes pàgines web critiquen al cantant haver canviat d'opinió en saber-se que representaria Suècia al Festival. No obstant, segons la premsa francesa, sorprenen les crítiques atès que el suec va presentar una cèlebre gala gai a Suècia tot nu, imitant el videoclip de la cantant americana Miley Cyrus. D'altra banda, en Måns també ha estat voluntari internacional i ha fundat unes 6 escoles a Àfrica.

## Trajectòria a Ídols
En la seva etapa en el concurs de caça-talents Idols destaquen les següents cançons interpretades. El concurs ha estat considerat com un dels millors del país i ell només va ser desqualificat vuit setmanes abans del final. El guanyador fou Agnes Carlsson. En tercer lloc va quedar Sebastian Karlsson.
- Audició a Malmö: Hero, Enrique Iglesias.
- Gala 1: Ronda 1: Beautiful Day, U2.
- Gala 1: Ronda 2: The Reason, Hoobastank.
- Gala 2: It's Not Unusual, Tom Jones.
- Gala 3: Relight My Fire, Dan Hartman.
- Gala 4: Escape, Enrique Iglesias.
- Gala 5: Astrologen, Magnus Uggla.
- Gala 6: The Look, Roxette.
- Gala 7: Millenium, Robbie Williams.
- Gala 8: Flying Without Wings, Westlife.

## Festival d'Eurovisió 2015

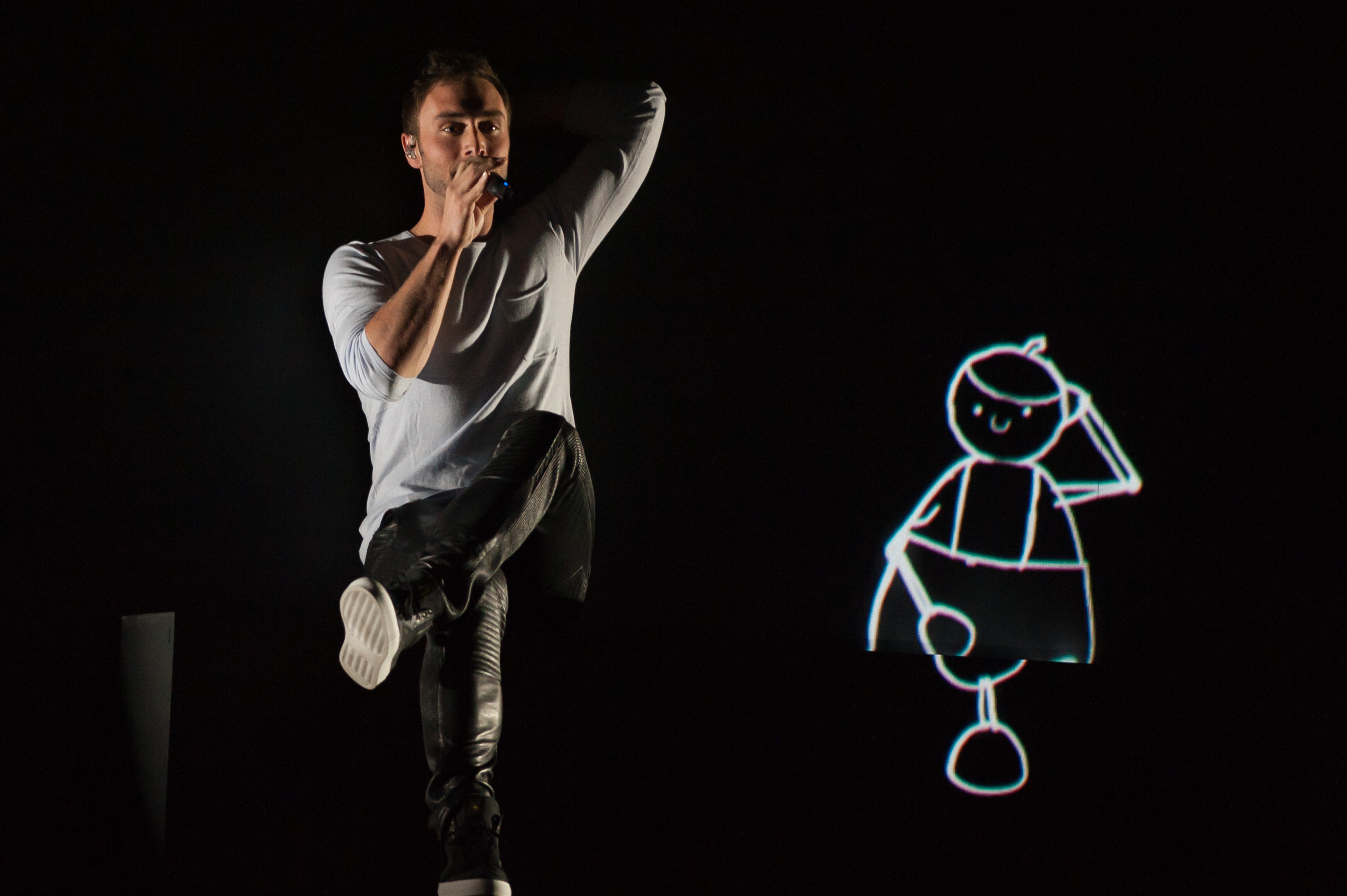
Instantània de la seva actuació a la segona semifinal del Festival d'Eurovisió del 2015.

En Måns Zelmerlöw va guanyar el Festival d'Eurovisió 2015 fent que Suècia tornés a vèncer per sisena vegada en la història del certamen. El seu tema Heroes es va proclamar vencedor de la 60a edició, amb 365 punts, després d'una ajustada lluita amb Rússia, que no es va resoldre fins al tram final de la llarga ronda de votacions, que va passar per 40 països diferents. Finalment, la russa Polina Gagarina va reunir 303 punts amb 'A million voices' i va acabar en segona posició. Va completar el podi el trio italià Il Volo, amb 292 punts pel seu 'Grande amore'. Per tal de celebrar els seixanta anys del concurs els organitzadors dels cinc països més influents de l'òrgan públic UER van convidar a Austràlia. Suècia va passar la semifinal frec a frec amb Israel, que havia participat amb el jove Nadav Guedj, cèlebre per haver-se descobert en el programa Rising Star. Nadav va interpretar el tema "Golden Boy" però a la final va quedar en 9è lloc. El Festival del 2015 va reunir més de 200 milions de telespectadors al món, és a dir, es va col·locar en la segona posició dels programes de televisió més vistos del món, després dels Jocs Olímpics.

## Discografia
- 2005 – My Own Idol - Idol 2005
- 2007 – Stand by For...
- 2009 – MZW
- 2010 – Christmas with Friends
- 2011 – Kära vinter
- 2014 – Barcelona Sessions

### Singles
| Any  | Títol                                                    | Posició | Posició   | Posició  | Posició | Àlbum             |
| Any  | Títol                                                    | Suècia  | Finlàndia | Bulgària | Polònia | Àlbum             |
| ---- | -------------------------------------------------------- | ------- | --------- | -------- | ------- | ----------------- |
| 2007 | "Cara Mia"                                               | 1       | 4         | 38       | 43      | Stand By For...   |
| 2007 | "Work Of Art (Da Vinci)"                                 | 16      | —         | —        | —       | Stand By For...   |
| 2007 | "Brother oh Brother"                                     | 7       | 12        | —        | 4       | Stand By For...   |
| 2007 | "All I Want For Christmas Is You (amb l'Agnes Carlsson)" | 3       | —         | —        | —       | Stand By For...   |
| 2008 | "Miss America"                                           | 48      | —         | —        | 22      | Stand By For...   |
| 2009 | "Hope and Glory"                                         | 2       | —         | —        | —       | MZW               |
| 2009 | "Hold On"                                                | 22      | —         | —        | —       | MZW               |
| 2009 | "Rewind"                                                 | —       | —         | —        | 21      | MZW               |
| 2009 | "Impossible"                                             | 48      | —         | —        | —       | MZW               |
| 2013 | "Broken Parts"                                           | —       | —         | —        | —       | Barcelona Session |
| 2013 | "Beautiful Life"                                         | —       | —         | —        | —       | Barcelona Session |